# Súdwest-Fryslân
Súdwest-Fryslân hollandiai község Hollandiában, Frízföld tartományban. Lakosainak száma 89 999 fő (2021. január 1.).

## Földrajza
Súdwest-Fryslân Enkhuizen, Medemblik, Harlingen, Leeuwarden, De Friese Meren, Waadhoeke és Hollands Kroon községekkel határos.